# Moano
Moano (Möa in ligure) è una frazione di 119 abitanti del comune di Pieve di Teco in provincia di Imperia. Fu, fino al 1928, comune autonomo.

## Geografia fisica
Situato a 540 metri s.l.m. è situato a 6 km a nord-ovest del capoluogo comunale; ai piedi della Colla Domenica (926 metri) e della Rocca delle Penne (1501 metri).

## Storia
In passato centro agricolo e pastorale si è sviluppato intorno alla chiesa di San Martino, risalente al periodo medievale ma rimaneggiata ai primi decenni del Seicento. Era anche famoso per la lavorazione del pane (fino a tempi abbastanza recenti).
Così come l'odierno capoluogo comunale, il territorio di Moano fu presumibilmente dominio feudale dei marchesi di Clavesana in epoca medievale e poi della Repubblica di Genova dal XIV secolo che inquadrò questa zona dell'Arroscia nel capitaneato di Pieve di Teco. Coinvolto nella seconda metà del XVII secolo e ancora nel XVIII secolo negli scontri territoriali tra lo stato genovese e il Ducato di Savoia, anche il territorio moanese passò nella Repubblica Ligure dal 1797 dopo la caduta della Repubblica di Genova.
Dal 28 aprile del 1798 la costituita municipalità di Moano fece parte del VIII cantone, con capoluogo Pieve, della Giurisdizione di Centa e dal 1803 centro principale del III cantone di Pieve nella Giurisdizione degli Ulivi. Annesso al Primo Impero francese dal 13 giugno 1805 al 1814 venne inserito nel Dipartimento di Montenotte.
Alla caduta del regime francese, nell'aprile del 1814, dopo una breve ricostituzione della Repubblica di Genova nel gennaio del 1815 il territorio fu inglobato nel Regno di Sardegna, così come stabilì il Congresso di Vienna(nel dicembre 1814), e successivamente nel Regno d'Italia dal 1861. Dal 1859 al 1926 il territorio fu compreso nel V mandamento di Pieve di Teco del circondario di Porto Maurizio facente parte della provincia di Porto Maurizio (poi Provincia di Imperia, dal 1923).
Il comune di Moano venne soppresso e unito - assieme alla già frazione moanese di Trovasta - a Pieve di Teco nel 1928.

## Monumenti e luoghi d'interesse

### Architetture religiose
- Chiesa parrocchiale di San Martino. Di origini medievali, ma rimaneggiata in epoca barocca (prima metà del XVII secolo).

- Oratorio di San Gregorio, nei pressi della parrocchia (con monumento ai caduti di guerra).

- Cappella di San Sebastiano (San Bastian), nella contrada dell'Aira.

- Cappella della Madonna delle Grazie, in cima al borgo, risalente al 1610 circa.

### Architetture civili
- Lavatoi. Il territorio di Moano è ricco d'acqua, che alimenta numerosi lavatoi pubblici di cui uno ancora perfettamente funzionante all'inizio di Via Adua. Verso le Case Soprane.